# .cv
.cv je vrhovna internetska domena (country code top-level domain - ccTLD) za Zelenortsku Republiku. Domenom upravlja Instituto Superior de Engenharia e Ciências do Mar.

## Vanjske poveznice
- IANA .cv whois informacija  Arhivirana inačica izvorne stranice od 11. listopada 2008. (Wayback Machine)